# Michael Prophet
Pour les articles homonymes, voir Prophet et Haynes.
 (décembre 2017).
Si vous disposez d'ouvrages ou d'articles de référence ou si vous connaissez des sites web de qualité traitant du thème abordé ici, merci de compléter l'article en donnant les références utiles à sa vérifiabilité et en les liant à la section « Notes et références ».
Michael George Haynes, dit Michael Prophet, est un chanteur de reggae jamaïcain né le 3 mars 1957 à Kingston et mort le 16 décembre 2017 à Bedford.
Il a été découvert par le chanteur et producteur Yabby You, mais son plus gros succès reste à ce jour le titre Gunman produit par Henry "Junjo" Lawes en 1981.

## Biographie
Les premiers enregistrements de Prophet étaient pour le producteur Yabby You en 1977, débutant avec le single Praise You Jah Jah, écrit en réalité cinq ans plus tôt. Il cite Bob Andy comme son influence principale en tant que chanteur. Il a eu son premier hit jamaïcain avec une version de"The Heptones - Heptones gonna fight. Son album de 1980 Serious Reasonings a été publié par Island Records au Royaume-Uni, en établissant sa réputation au niveau international. Après avoir travaillé avec Yabby You, il a également enregistré pour le dancehall. Henry "Junjo" Lawes, s’adaptant à la situation actuelle.son et ayant son plus grand succès avec Gunman. Au cours de la première moitié des années 1980, il a enregistré pour des producteurs tels que Don Mais, Al Campbell, Sugar Minott, Winston "Niney" Holness et Winston Riley, confortant ainsi son statut de chanteur le plus populaire de la Jamaïque. Après avoir vécu dans Miami pendant un certain temps, il a déménagé en Angleterre, où il a enregistré Your Love, qui a atteint le numéro un dans le tableau du reggae au Royaume-Uni en 1990. Il a été suivi en 1991 par l'album Get Ready, qui s'est aussi bien vendu. 
Le prophète est décédé d'un arrêt cardiaque à Bedford, en Angleterre, le 16 décembre 2017, à l'âge de 60 ans. Il avait combattu un cancer du poumon et souffrait de tumeurs au cerveau.

## Discographie

### Albums
- 1979 - Vocal & Dub (Yabby You & Michael Prophet)
- 1979-80 - Consciousness
- 197X-8X - Original Prophet
- 1980 - Righteous Are The Conqueror
- 1980 - Serious Reasoning
- 1981 - Know The Right
- 1981 - Michael Prophet
- 1981 - Yabby You & Michael Prophet Meets Scientist At The Dub Station
- 1982 - Stars In Disco Showcase
- 1982 - Prophecy (Yabby You, Michael Prophet & Wayne Wade)
- 1982-83 - Gunman + Righteous Are the Conqueror
- 1983 - Certify
- 1983 - Gun Man
- 1983 - Jah Love
- 1983 - Love Is An Earthly Thing. Connu aussi sous le nom de Reggae Music Allright
- 1984 - Blood Stain
- 1984 - Cease Fire
- 1985-1987 - Cease & Settle
- 1998 - Rootsman (Ariwa)
- 2009 - Protection (Sip A Cup)
- 2021 - Michel Prophet & the Riddim Risers - Live at Plein-les-Watts (album posthume, enregistré en 2016)

### Compilations
- Michael Prophet & Friends. Enregistrements des années 1970 à 1990
- Yabby You Meets Michael Prophet In Dub. Enregistrements de 1979 à 1981